# 1992 في نيجيريا
فيما يلي قوائم الأحداث التي وقعت خلال عام 1992 في نيجيريا.

## كتب
من الكتب التي صدرت هذه السنة في نيجيريا:
- 1 يناير – بنات أفريقيا من تأليف Ifi Amadiume [الإنجليزية]‏، زينب الكالي.

## مواليد

### يناير
- 21 يناير – سيباستيان إيبيغا لاعب كرة قدم أمريكي.[1]
- 31 يناير – عزيز شوبولا

### فبراير
- 20 فبراير – معروف يوسف لاعب كرة قدم نيجيري.
- 25 فبراير – صانداي إيمانويل لاعب كرة قدم نيجيري.[2]

### مارس
- 14 مارس – مفون أدوه لاعب كرة قدم نيجيري.[3]
- 23 مارس – مودين أكانجي ملاكم نيجيري.

### أبريل
- 1 أبريل – جوشوا أوباجي لاعب كرة قدم نيجيري.[4]

### مايو
- 7 مايو – سيمون نوانكو لاعب كرة قدم نيجيري.[5]

### يونيو
- 1 يونيو – لطيف الفورد اليو لاعب كرة قدم من المملكة المتحدة.[6]

### أغسطس
- 18 أغسطس – أحمد سليمان يوسف لاعب كرة قدم نيجيري.[7]
- 29 أغسطس – كيني أوتيغبا لاعب كرة قدم نيجيري.[8]

### أكتوبر
- 1 أكتوبر – جيري مباكويو لاعب كرة قدم نيجيري.[9]
- 5 أكتوبر – جاميو أليمي لاعب كرة قدم نيجيري.[10]
- 12 أكتوبر – بيرني إبيني إساي[11]
- 14 أكتوبر – أحمد موسى لاعب كرة قدم نيجيري.[12]

### نوفمبر
- 1 نوفمبر – جبينجا أروكويو لاعب كرة قدم نيجيري.[13]

### ديسمبر
- 1 ديسمبر – ديلي ألورونداري لاعب كرة قدم نيجيري.[14]
- 8 ديسمبر – ستانلي أوكورو لاعب كرة قدم نيجيري.[15]
- 9 ديسمبر – ميخائيل أوغسطين لاعب كرة قدم نيجيري.
- 12 ديسمبر – رامون عزيز لاعب كرة قدم نيجيري.[16]
- 22 ديسمبر – باتريك إيز لاعب كرة قدم نيجيري.[17]
- 25 ديسمبر – أوغينيي أونازي لاعب كرة قدم نيجيري.[18]
- 27 ديسمبر – فيمي بالوجين لاعب كرة قدم نيجيري.[19]

## وفيات

### سبتمبر
- 11 سبتمبر – أبو بكر غومي (مواليد 1922) قاضي نيجيري.